# Municipio de Copley (Minnesota)
El municipio de Copley (en inglés, Copley Township) es un municipio del condado de Clearwater, Minnesota, Estados Unidos. Tiene una población estimada, a mediados de 2021, de 878 habitantes.
Abarca una zona exclusivamente rural.

## Geografía
Está ubicado en las coordenadas 47°32′31″N 95°21′10″O / 47.54194, -95.35278. Según la Oficina del Censo de los Estados Unidos, tiene una superficie total de 87.4 km², de la cual 87.0 km² corresponden a tierra firme y 0.4 km² están cubiertos de agua.

## Demografía
Según el censo de 2020, en ese momento había 867 personas residiendo en la zona. La densidad de población era de 10.0 hab./km². El 87.77 % de los habitantes eran blancos, el 0.23 % eran afroamericanos, el 4.84 % eran amerindios, el 0.12 % era asiático, el 0.12 % era de otra raza y el 6.92 % eran de una mezcla de razas. Del total de la población, el 0.69 % eran hispanos o latinos de cualquier raza.